# Colónia Açoreana
Colónia Açoreana (parfois Açoriana) est une localité de Sao Tomé-et-Principe située au nord de l'île de Sao Tomé, dans le district de Cantagalo. C'est une ancienne roça.

## Climat
Colónia Açoreana est doté d'un climat tropical de type Am, selon la classification de Köppen, avec de nombreux mois de fortes pluies et une courte saison sèche peu marquée. La température moyenne annuelle est de 23,8 °C.

## Population
Lors du recensement de 2012, 280 habitants  ont été dénombrés à Colónia Açoreana proprement dit, auxquels s'ajoutent 84 autres personnes pour la plage et les séchoirs. 

## Roça

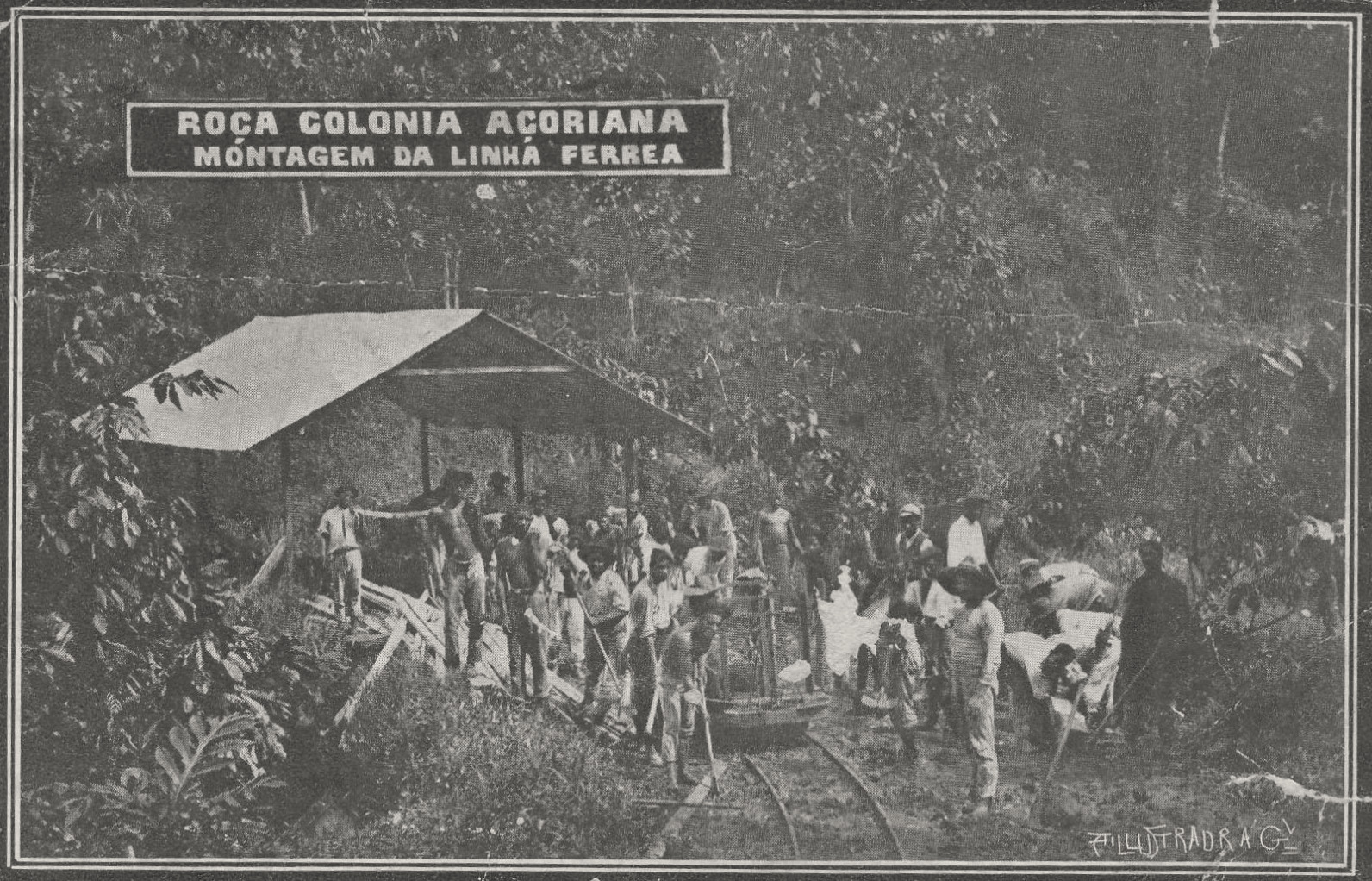
Assemblage de la ligne de chemin de fer à voie étroite

La roça a appartenu à deux frères originaires des Açores, Domingos Machado da Silveira e Paulo et João Jorge da Silveira e Paulo (1857-1933). Elle était dotée d'une petite ligne de chemin de fer de 2 km permettant d'acheminer les fèves de cacao séchées jusqu'à l'embarquement.
Photographies et croquis réalisés en 2011 mettent en évidence la disposition des bâtiments, leurs dimensions et leur état à cette date.
Colónia Açoreana a longtemps tiré ses ressources de la culture du cacao, mais les importantes précipitations ont nécessité un recours croissant aux produits chimiques, notamment au sulfate de cuivre. Dès lors la production n'était plus rentable. En revanche la communauté locale s'est aperçue que le café robusta se développait remarquablement bien sur ce même territoire et s'est donc décidée à diversifier ses productions. Outre le café, elle se tourne aussi vers le matabala (Xanthosoma sagittifolium ou macabo).